# Carriage Paid To
Il termine Carriage Paid To (in italiano: trasporto pagato fino a), utilizzato nella forma breve CPT, è una delle clausole contrattuali in uso nelle compravendite internazionali, quelle codificate nell'Incoterms e che servono a statuire i diritti e i doveri di ognuna delle parti in causa, definendo anche la suddivisione dei costi di trasporto, assicurativi e doganali tra venditore ed acquirente.

## Incoterms 2020
Dal sito ICC italiano, si legge che "il venditore effettua la consegna rimettendo la merce al vettore o ad altra persona designata dallo stesso venditore in un luogo concordato [...] e che il venditore deve stipulare il contratto di trasporto e sopportare le spese necessarie per l’invio della merce al luogo di destinazione convenuto. Quando si utilizzano CPT, CIP, CFR o CIF, il venditore adempie la sua obbligazione di effettuare la consegna quando rimette la merce al vettore e non quando la merce arriva al luogo di destinazione".
la parola "place", in base alla definizione di "DPU" (vedi avanti), secondo il sito ICC italiano è "[Il] porto o luogo concordato. Tale porto o luogo include ogni spazio, coperto o scoperto, come una banchina, un magazzino, un piazzale per container, un terminal stradale, ferroviario o aeroportuale."
In base al termine di legge CPT, il venditore dunque ha obbligo di caricare la merce (imballata o sfusa/unpackaged) a sue spese su un mezzo proprio (o, previo contratto di spedizione, di una terza parte scelta da lui stesso) alla o entro la data convenuta (on the agreed date/within the agreed period). Quando la merce è caricata, viene considerata sia "caricata" che "consegnata" (delivered), quindi il passaggio di rischio avviene quando la merce viene caricata, non quando viene consegnata alla fine della tratta controllata dal venditore. Quindi, ci sono due punti geografici: point/port of delivery e il place of destination. Accanto al termine CPT si indica il point oppure port of delivery. Nel caso in cui ci siano diversi vettori tale per cui si forma una catena di vettori (cioè nel caso in cui ci siano due o più trasportatori/spedizionieri che si passano la merce come se fosse una staffetta), il rischio del trasporto passa dal venditore all’acquirente quando la merce è consegnata al primo vettore della catena (first carrier): è dunque sufficiente che avvenga un solo passaggio per passare il rischio. In caso di più spedizionieri/vettori/carrier nella tratta del venditore, si può optare per un point of delivery alternativo tale per cui non avviene quando si carica sul mezzo del primo carrier ma, per esempio, su quello del secondo, ma questo accordo va specificato nel contratto. Insieme al punto preciso in CPT, andrebbe indicato il place of destination, che indica il luogo di destinazione della tratta controllata dal venditore (e non il punto di consegna, in cui si è già trasferito il rischio).
Il caricamento avvenuto va notificato al compratore. La merce viene trasportata a carico del venditore fino a un punto/luogo indicato; se è all'estero, il venditore produce i documenti di export a sue spese e paga i dazi e tariffe siccome si attraversa una o più dogane nella tratta da lui controllata (ma nei mercati comuni e unioni doganali o zone geografiche particolari, sono assenti dazi e tariffe). Dal momento in cui la merce arriva al place of destination convenuto e nel tempo stabilito, viene interamente scaricata a spese del compratore (i rischi e costi di scaricamento di default sono suoi a meno che si decide di fare il contrario e si mette per iscritto nel contratto) e tutti i rimanenti costi e rischi passano al compratore, inclusi i costi doganali (e.g. di importazione o di esportazione se deve attraversare altri stati) siccome la tratta è organizzata dal compratore.
Non c'è obbligo di assicurazione e, siccome è un termine C, il compratore è obbligato al ritiro fisico della merce. I documenti, certificati e licenze da produrre per l'export (e per permettere al mezzo del compratore di ritirare la merce dal mezzo del venditore) in copie originali e non spettano a priori al venditore, spese incluse. Il numero di copie originali e non deriva da quanti ne richiede la prassi o i singoli paesi. I documenti possono essere sia cartacei che digitali/paperless. Se il compratore ha bisogno di informazioni da parte del venditore per stipulare un'assicurazione e/o produrre documenti di export e import, il venditore deve fornirle; se ciò comporta dei costi, vanno rimborsati al venditore. Viceversa, il compratore deve assistere il venditore se ha bisogno di informazioni per produrre la documentazione di export; se insorgono dei costi in capo al compratore, gli vanno rimborsati dal venditore.

## Vecchie edizioni

### Incoterms 2000
Questa specifica notazione, valida per ogni tipo di trasporto, stabilisce che a carico del venditore siano tutte le spese di trasporto fino ad un punto di arrivo specificato, nonché le spese per l'ottenimento di licenze e documentazioni per l'esportazione dalla nazione di origine e quelle per le operazioni doganali sempre di esportazione. Anche i costi da sostenere per l'attraversamento di altre nazioni fino al punto di arrivo sono a carico dello speditore.
Dal momento in cui la merce è arrivata nel punto di arrivo concordato tutte le altre spese sono da considerarsi a carico dell'acquirente, compresi i costi doganali nella nazione di arrivo.
La formulazione di questo termine di resa è considerata completa con l'indicazione di una località specifica di destinazione (esempio C.P.T. Milano).
Dello stesso gruppo di termini di resa, definito il gruppo C, fanno parte anche CFR Cost and Freight, CIF Cost, Insurance and Freight e CIP Carriage and Insurance Paid to.

### Incoterms 2010
Il gruppo C non ha subito modifiche sostanziali in occasione della revisione dell'Incoterms avvenuta nel 2010 e questa specifica resa è rimasta praticamente invariata.

## Schema dei costi a carico di chi vende
| Assicurazione | Carico merce | Dogana export | Trasporto sino ad un punto concordato | Dogana import | Tasse importazione |
| ------------- | ------------ | ------------- | ------------------------------------- | ------------- | ------------------ |
| NO            | SI           | SI            | SI                                    | NO            | NO                 |